# Прем'єр-міністр Південної Кореї
Прем'єр-міністр Республіки Корея (кор. 국무총리) — заступник глави уряду та друга найвища політична посада Південної Кореї, яка призначається президентом Республіки Корея разом з Національними зборами. Прем'єр-міністр може бути членом Національних зборів, але це не обов'язково для того, щоб обіймати посаду.
На відміну від прем'єр-міністрів парламентських демократій, прем'єр-міністр Південної Кореї не є главою уряду Південної Кореї, оскільки президент одночасно є главою держави та уряду в країні. Натомість як головний виконавчий помічник президента, прем'єр-міністр більше схожий на віце-президента і є першим у порядку спадкоємства; Прем'єр-міністр стає виконувачем обов'язків президента після усунення або недієздатності чинного президента, подібно до віцепрезидента Сполучених Штатів.
Чинним прем'єр-міністром є Кім Мін Сок, який вступив на посаду 3 липня 2025 року.